# Bédéscope
Bédéscope est une maison d'édition de bande dessinée belge, fondée en 1977 par Patrick Schelkens.
À sa fondation, Bédéscope ambitionne de rééditer des œuvres publiées dans Tintin par des auteurs belges (Raymond Reding, Bob de Moor, Jacques Laudy, etc.). Des bandes dessinées oubliées publiées dans Spirou sont également rééditées.
Rapidement, Bédescope publie plusieurs nouveaux récits de Philippe Bercovici, De Ville, Bruno Goosse, Frédéric Jannin, Jeronaton, Michel Schetter, Jean-Claude Servais, Yann et Conrad.

## Principales séries publiées
- Les 3 A, de Mittéï et Michel Vasseur
- Arnaud de Casteloup, de Derib et Charles Jadoul
- Les aventures d'Oncle Zigomar, de Bob de Moor
- Barelli, de Bob de Moor
- Capitan, de Fred Funcken et Liliane Funcken
- Cori le Moussaillon, de Bob de Moor
- Flamme d'Argent, de Paul Cuvelier et Greg
- Les Franval, d'Édouard Aidans et Yves Duval
- Ginger, de Jidéhem
- Hassan et Kaddour, de Jacques Laudy, Jacques Alexander et Yves Duval
- L'inconnu de la Tamise, de De Ville
- Les Innommables, de Yann et Conrad
- Iriacynthe, de Jean-Claude Servais
- Jari, de Raymond Reding
- Line, de Paul Cuvelier et Greg
- Lombock, de Berck et Jansens
- Michel et Thierry, d'Arthur Piroton et Charles Jadoul
- Monsieur Tric, de Bob de Moor
- Pom et Teddy, de François Craenhals
- Rodric, de William Vance et Lucien Meys
- Rouly la Brise, de Mittéï
- Simon le Danseur, de Sirius, et Daniel Jansens
- Le Bois des païens, de Bruno Goosse
- La Dernière auberge, de Michel Schetter
- Saint Germain des morts, de Denis Bodard